# Белый, Иван Григорьевич
Иван Григорьевич Белый — советский хозяйственный и политический деятель.

## Биография
Родился в 1923 году в селе Украинская Буйловка. Член КПСС.
Окончил Сибирский металлургический институт.
Участник Великой Отечественной войны: боец 144-й стрелковой курсантской бригады на Волховском фронте
В 1942—1943 гг. — фрезеровщик на заводе «Артарсенал № 1» на станции Донгузская Южно-Уральской железной дороги.
В 1948—1953 гг. — диспетчер на Мундыбашской агломерационной фабрике, секретарь комитета комсомола СМИ, начальник смены на обогатительной фабрике рудника Шалым, парторг ЦК ВКП(б) Шалымского рудника.
В 1953—1959 гг. — второй, первый секретарь Таштагольского РК ВКП(б)/КПСС.
В 1959—1962 гг. — заместитель заведующего организационно-партийной работой Кемеррвского обкома КПСС, секретарь парткома строительства ЗСМК.
В 1962—1969 гг. — первый секретарь Заводского райкома КПСС города Новокузнецка.
В 1969—1980 гг. — секретарь парткома ЗСМК.
В 1980—1984 гг. — заведующий общим отделом Заводского райкома КПСС города Новокузнецка.
В 1984—1995 гг. — инженер отдела технической информации, председатель Совета ветеранов ЗСМК.
Делегат XXIV съезда КПСС и XIX партконференции.
Почетный гражданин Новокузнецка.
Умер в 2017 году в Новокузнецке.